# Neonychia
Neonychia is een geslacht van wantsen uit de familie van de Notonectidae (Bootsmannetjes). Het geslacht werd voor het eerst wetenschappelijk beschreven door Hungerford in 1950.

## Soorten
Het genus is monotypisch en bevat alleen de volgende soort:

- Neonychia congoensis (Hungerford, 1946)